# Chūbar
Chūbar (persiska: چوبر) är en ort i Iran.   Den ligger i provinsen Gilan, i den nordvästra delen av landet, 400 km nordväst om huvudstaden Teheran. Antalet invånare är 1 481.
Terrängen runt Chūbar är platt åt nordost, men åt sydväst är den kuperad.  Chūbar är det största samhället i trakten. 